# Cadaval (freguesia)
Cadaval is een plaats (freguesia) in de Portugese gemeente Cadaval en telt 2 435 inwoners (2001).